# Gewächshaus

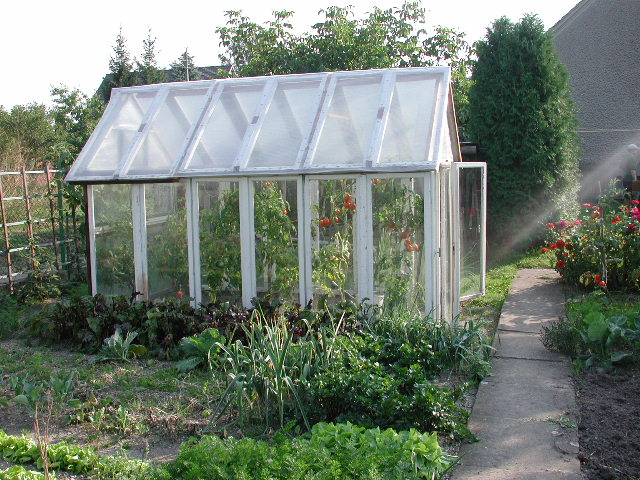
Einfaches Gewächshaus in einem Kleingarten

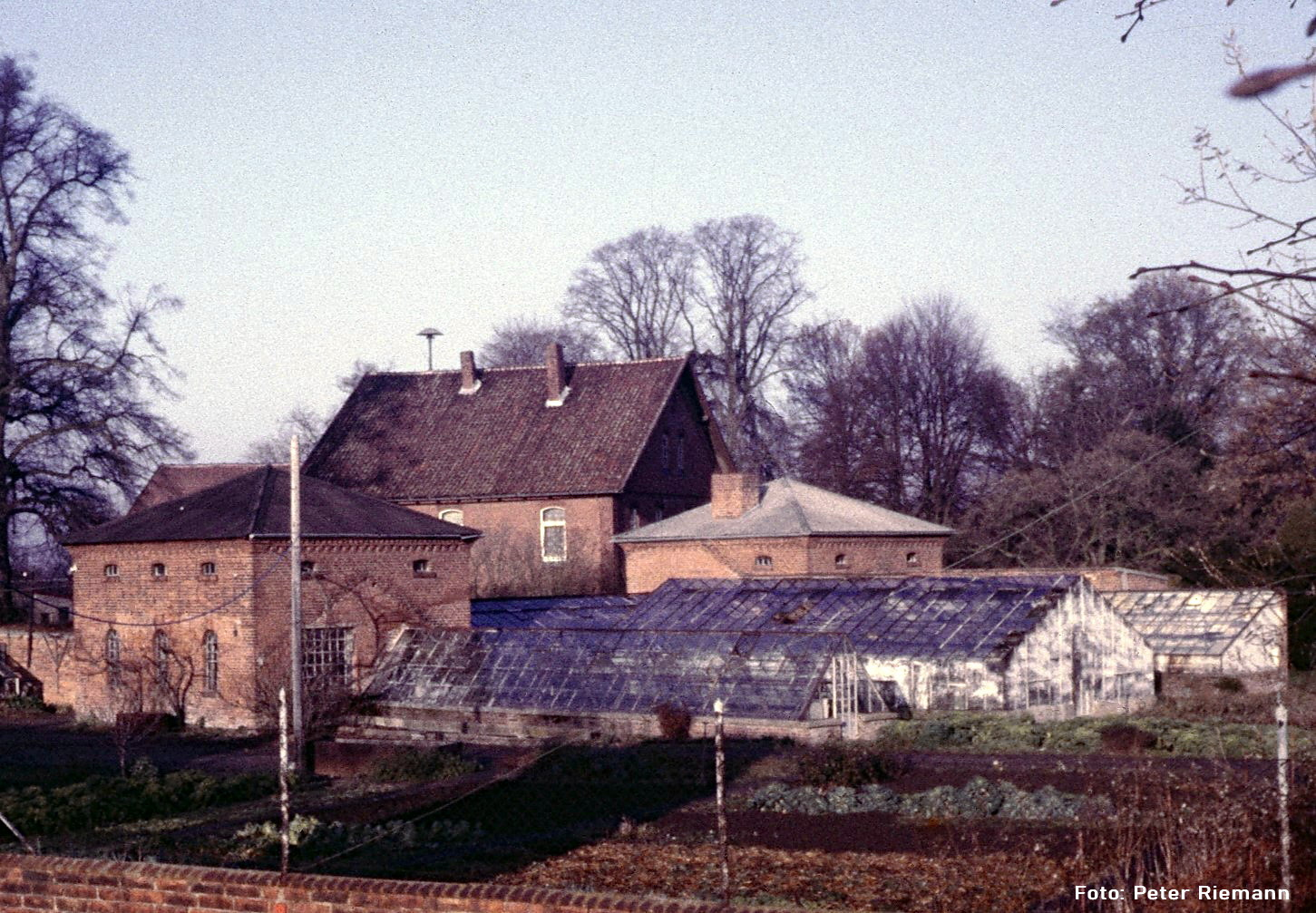
Gewächshäuser mit zwei massiven Funktionsgebäuden in Reden (1987) inzwischen unter Denkmalschutz

Ein Gewächshaus, Pflanzenhaus, Glashaus oder Treibhaus (früher auch Erdhaus, Conservationshaus, Winterhaus, je nach angestrebter Maximaltemperatur auch Warmhaus oder Kalthaus) ist eine lichtdurchlässige Konstruktion, welche das (frost)geschützte und kontrollierte Kultivieren von subtropischen oder tropischen Pflanzen in ansonsten dafür ungeeigneten Klimata ermöglicht. Die Eindeckung – traditionell aus Glas, heute oft aber auch aus transparenten Kunststoffplatten oder -folien – erhöht einerseits durch Sonnenlicht und den Glashauseffekt die Temperatur im Gewächshaus, andererseits schützt sie aber auch die Pflanzen vor Niederschlägen oder starken Winden. Durch Regelung verschiedener Faktoren wie z. B. der Lufttemperatur und der Bewässerung ist eine Steuerung des Klimas innerhalb des Gewächshauses möglich. Daher können in Gewächshäusern die erforderlichen Wuchsbedingungen der in ihnen kultivierten Pflanzen optimiert oder gar, wie zum Beispiel für einen ganzjährigen Gemüseanbau im mitteleuropäischen Klima, erst geschaffen werden.

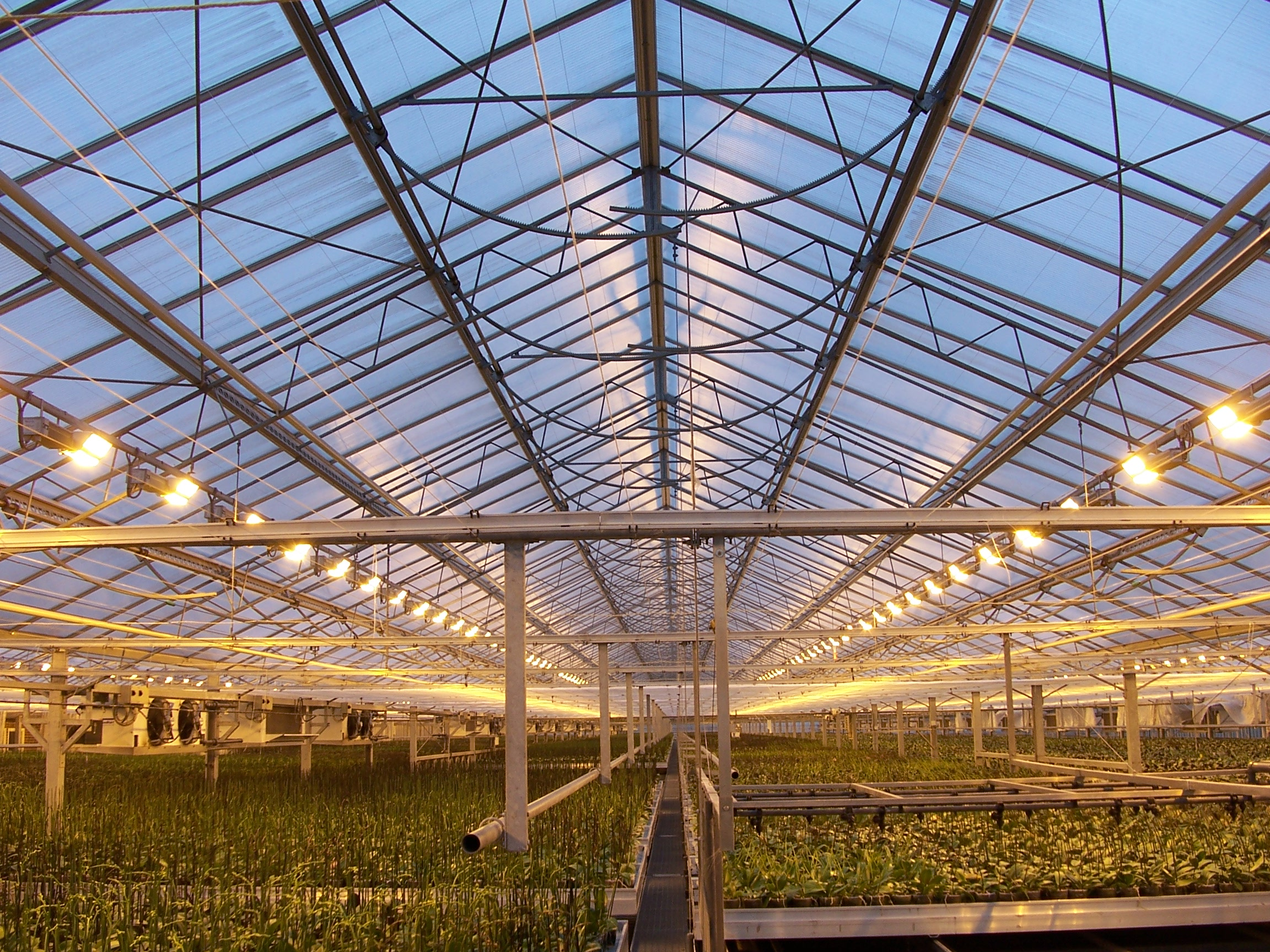
Gewächshaus mit Tischkultur von Topfpflanzen im Erwerbsgartenbau

Gewächshäuser dienen primär der gartenbaulichen Produktion bzw. Zucht, überdies aber auch zu Forschungszwecken oder zur Zurschaustellung, etwa in botanischen Gärten.

## Geschichte

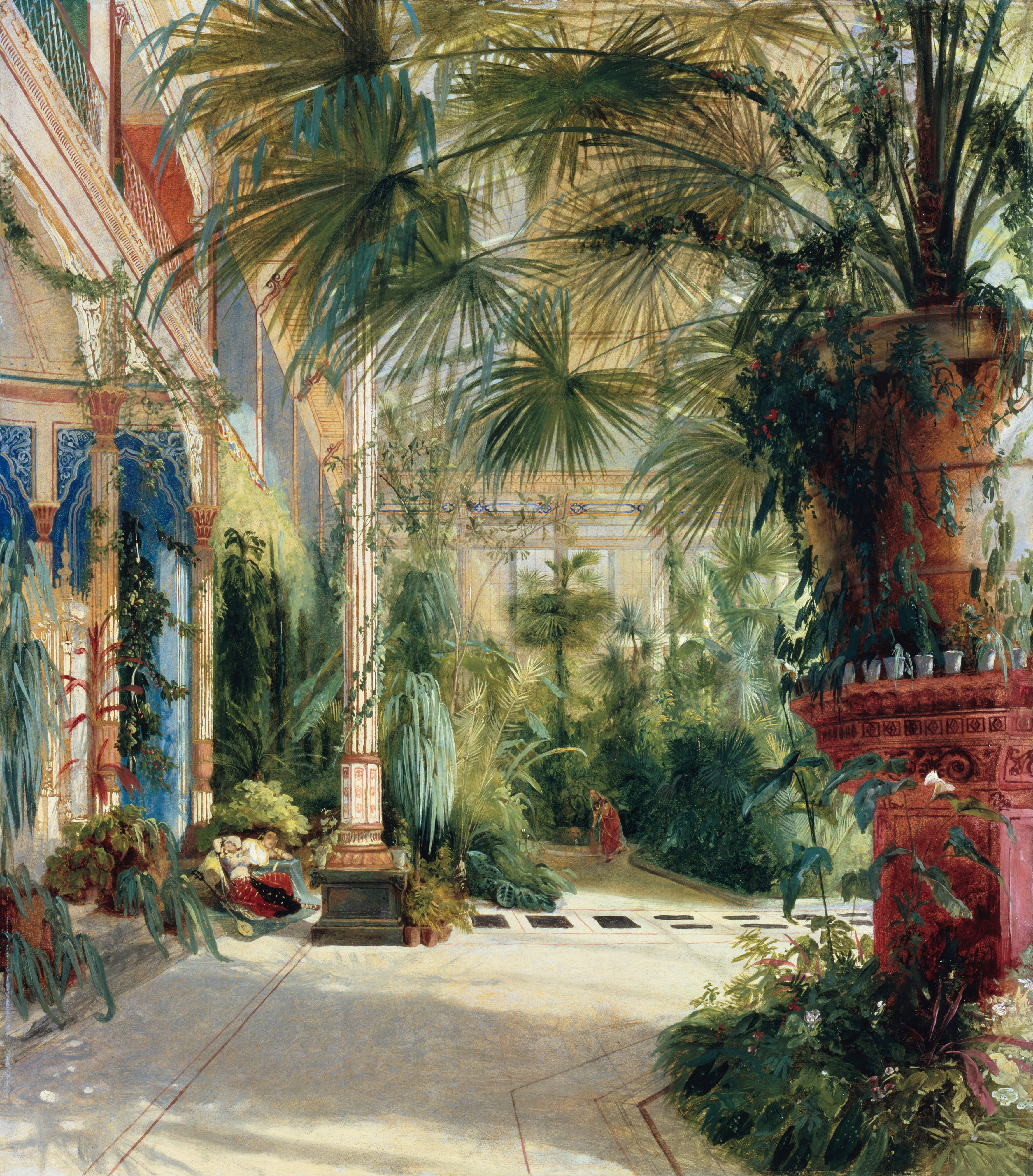
Das Innere des Palmenhauses, Gemälde von Carl Blechen, 1832

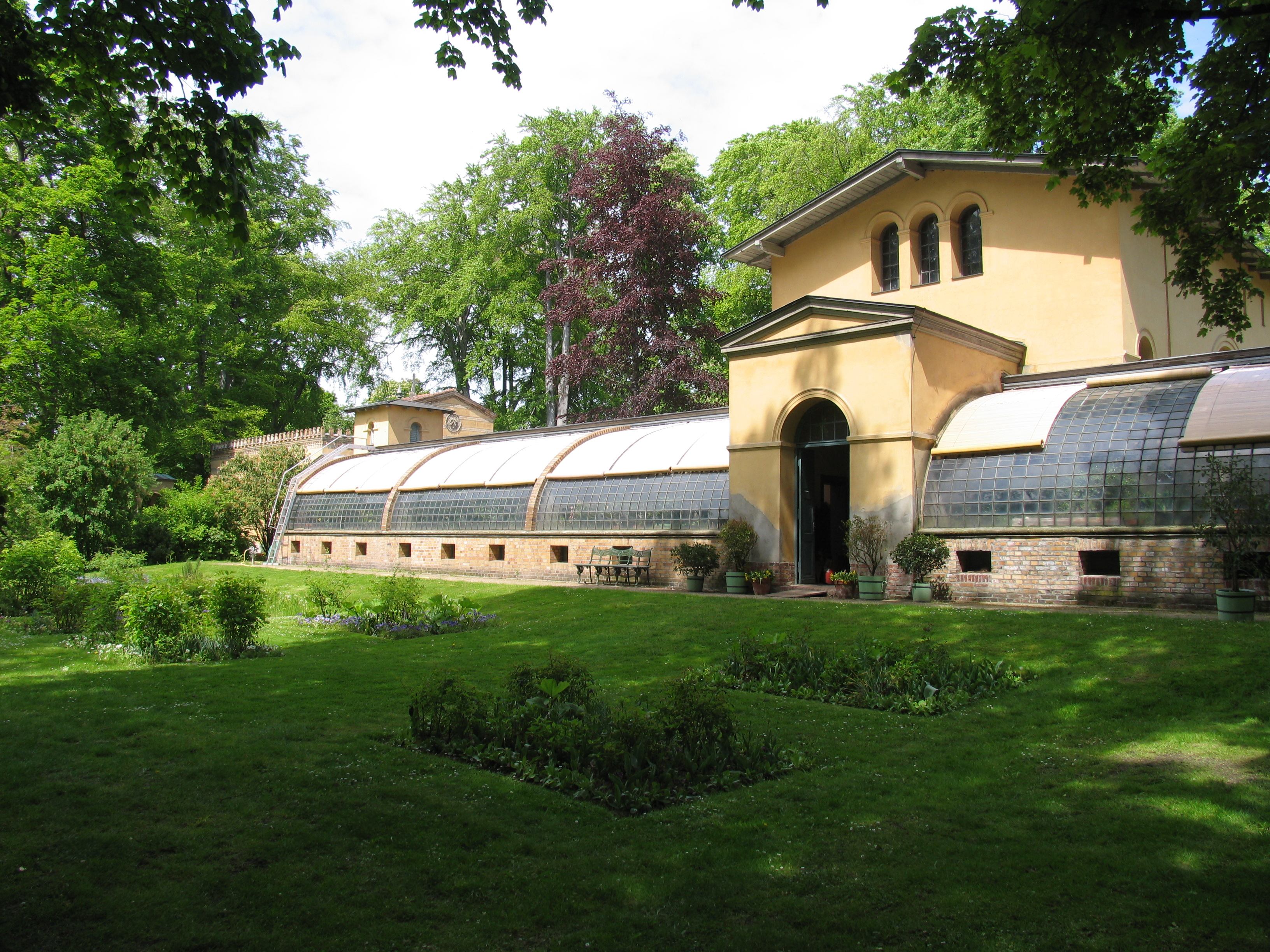
Treibhäuser nach englischem Vorbild in Berlin-Glienicke von 1839

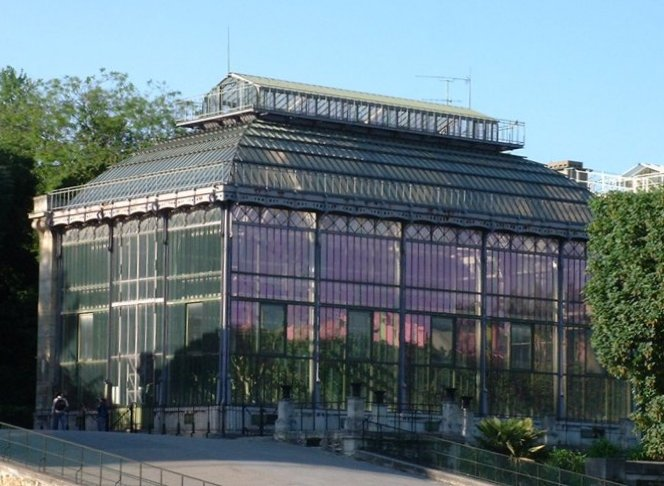
Serre des cactées im Jardin des Plantes in Paris

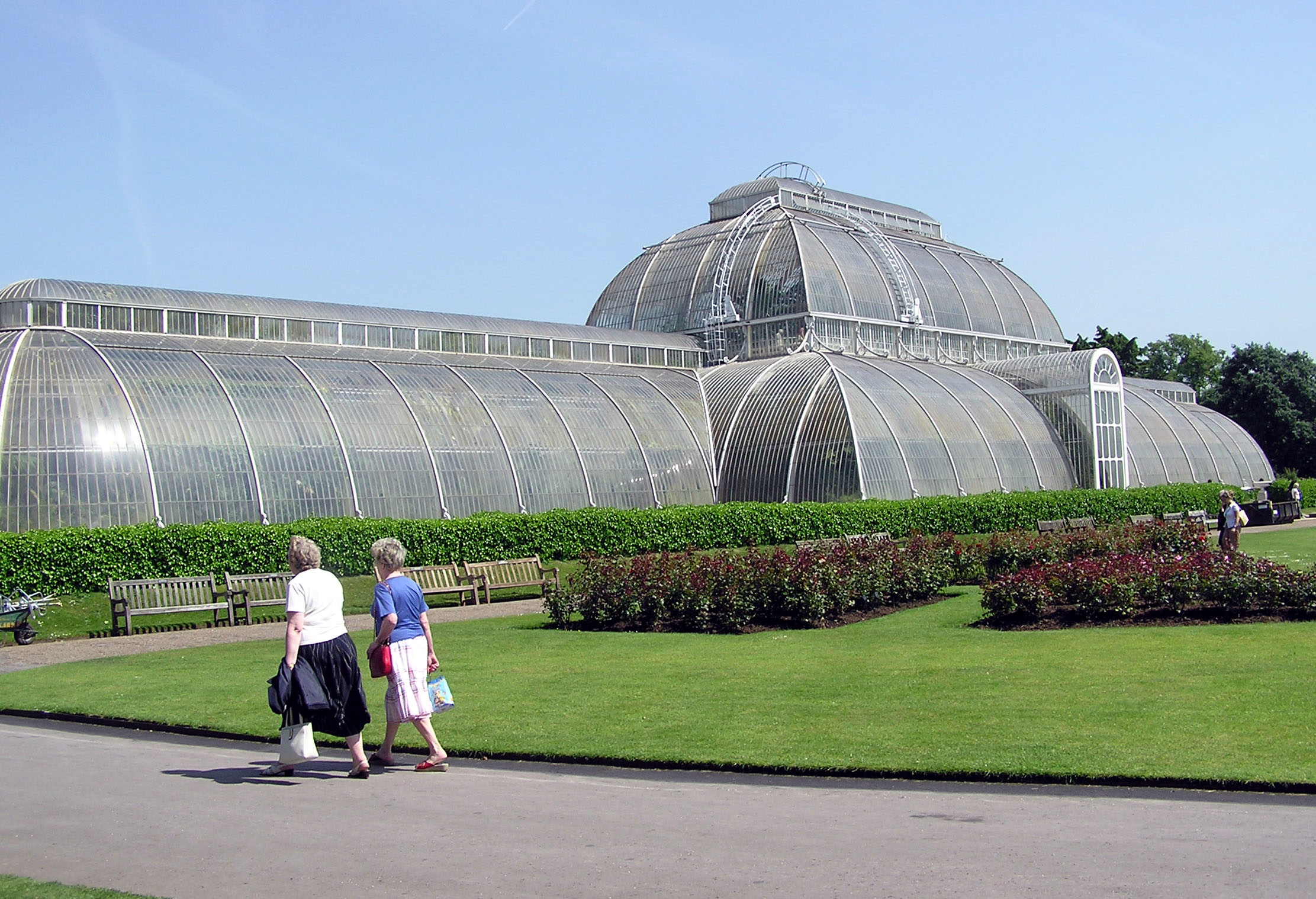
Palm House in Kew Gardens

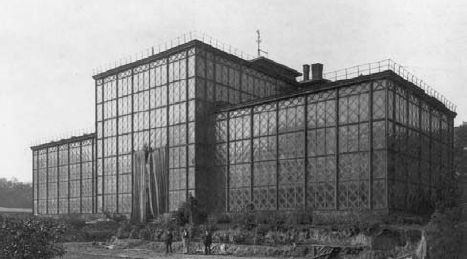
Großes Palmenhaus im alten Botanischen Garten Berlin-Schöneberg, erbaut 1857/58

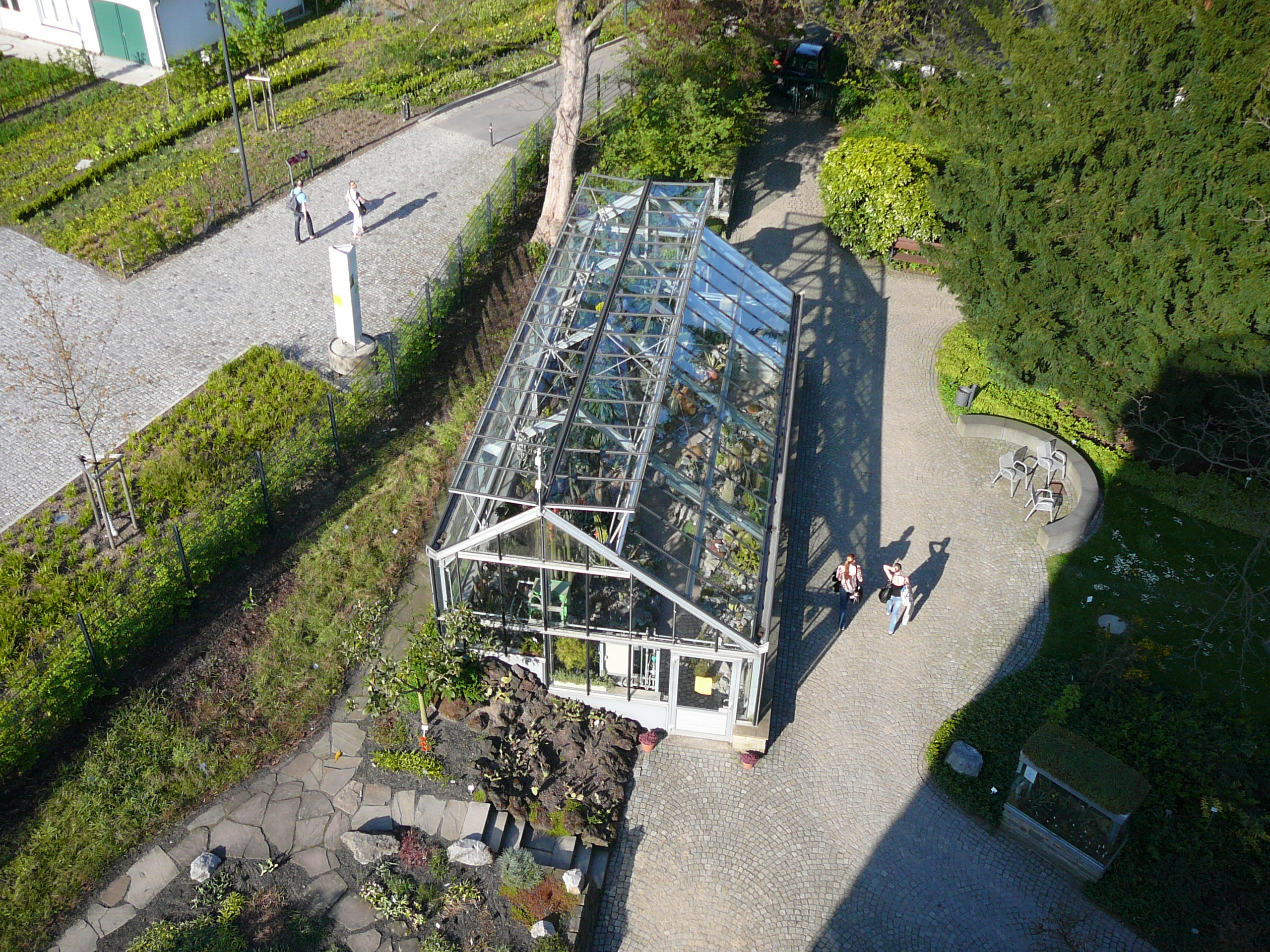
Gewächshaus des Botanischen Gartens in Wuppertal

Den ersten Hinweis auf den Anbau von Pflanzen in Kübeln, deren Überwinterung in eigens dafür konstruierten Gebäuden und der zeitweisen Kultur unter Glas gibt der römisch-antike Landwirtschaftsautor Lucius Iunius Moderatus Columella in seinem Werk De re rustica, Band 11, Kapitel 3 / 52: „Falls es der Mühe wert ist, kann man größere Gefäße auf Räder stellen, um sie mit geringerer Anstrengung hinaus zu befördern und ins Haus zurückzubringen. Aber auch Glasscheiben soll man über sie decken, damit sie selbst bei Kälte an heiteren Tagen ohne Gefahr in die Sonne gestellt werden können.“
Ab dem 16. Jahrhundert entstanden an den europäischen Fürstenhöfen Sammlungen von Orangen-, Pomeranzen und anderen Zitrusbäumen, für die sich der Begriff Orangerie einbürgerte. Anfangs wurden jeden Winter über den Pflanzen Holzgebäude errichtet, ab etwa 1600 wurden die Pflanzen in Pflanzkübeln gepflegt und mit Kübel-Transportwagen (erfunden von André Le Nôtre in Versailles) im Winter in feste Gebäude überführt.
Im Kontext des europäischen Kolonialismus bildete sich die Mode heraus, als exotisch empfundene Zier- und Nutzpflanzen insbesondere aus Asien, Amerika und Australien zu sammeln. Impulse für die Entwicklung des Gewächshauses kamen vor allem aus dem Ananasanbau in Europa. Es war ein Obst, das in seiner ungewöhnlichen Form, Geruch und Geschmack Europäer besonders faszinierte. Während sich die Ananas nach der Entdeckung durch Christopher Kolumbus sehr schnell weltweit in den tropischen Zonen verbreitete, war der Transport von Früchten nach Europa während der Zeit der Segelschifffahrt fast unmöglich.
Schösslinge von Ananaspflanzen waren in Gewächshäusern von botanischen Gärten wie dem Hortus Botanicus Leiden bereits um die Mitte des 17. Jahrhunderts gepflegt und so erfolgreich vermehrt worden, dass Pflanzen des botanischen Gartens von Leiden die Ananaskultur in Südafrika begründeten. Verglichen mit der vegetativen Vermehrung dieser Pflanzen war es jedoch eine wesentlich höhere Herausforderungen an die Gewächshauskultur, einen Schössling so zu pflegen, dass er eine Frucht bis zu deren Reife trug. Dazu benötigte es eine gleichmäßige hohe Temperatur des Bodens und der Luft sowie sehr gute Lichtverhältnisse. Verlässliche Thermometer, mit denen man die Raumtemperatur messen konnte, standen aber beispielsweise erst um 1714 zur Verfügung. Die Niederlande galt im 17. Jahrhundert als das in Gartenkultur führende Land und entsprechend wurden hier die ersten europäischen Erfolge beim Ananasanbau erzielt. Ausschlaggebend war zunächst die Entwicklung entsprechender Gewächshäuser. Das erste Gewächshaus, in dem auf Grund der Lichtverhältnisse und der erzielbaren Bodentemperatur eine Kultivierung von Ananasfrüchten theoretisch möglich war, entstand 1682 im Hortus Botanicus Amsterdam. Drei Seiten des kleinen Hauses waren verglast, der Boden wurde von unten durch Torföfen beheizt und weitere Rohre erwärmten die Luft des Treibhauses. Inspiriert durch die Erfolge in den Niederlanden wurde die Kultivierung dieser tropischen Frucht insbesondere in England im 18. und 19. Jahrhundert zur Mode. Die damals kaum transportierbaren und deshalb seltenen Ananasfrüchte wurden als Status- und Prestigesymbol wohlhabender Gesellschaftsgruppen aufwendig in kleinen Treibhäusern (pinery) oder mit Glasfenstern abgedeckten Gruben (pineapple pit) erzeugt. Trotz der hohen Kosten für Bau und Betrieb solcher Gewächshäuser waren sie um 1725 in England bereits weit verbreitet, um 1770 gehörte sie zur Standardausstattung aristokratischer Gärten und Parks. Als Statussymbol wurde der Glashausanbau von Ananas auch in anderen Ländern aufgegriffen und sorgte so in ganz Europa für eine Verbreitung der entsprechenden Techniken. Ludwig XV. ließ 1738 ein tropisches Gewächshaus für 800 Ananaspflanzen bauen. Auch hier fanden sich schnell Nachahmer: Verschwenderischen Luxus zeigte, wer wie der Herzog von Bouillon 4000 Pflanzen pflegen und täglich mehrere Ananas an seiner Tafel servieren ließ.
Den sogenannten Pflanzenjägern, die aus Afrika, Amerika und Asien als exotisch empfundene Pflanzen einführen wollten, ermöglichte das in den 1830er Jahren von Nathaniel Ward entwickelte Miniaturgewächshaus nun auch den Transport empfindlicher Pflanzen nach Europa. Um diese tropischen Pflanzen unter europäischen klimatischen Bedingungen zu erhalten, war eine Weiterentwicklung der Orangerien erforderlich. Bereits Ende des 18. Jahrhunderts waren Treibhäuser als Glas-Holz-Konstruktionen entstanden, allerdings nur vereinzelt mit ersten verglasten Satteldächern, z. B. das „Eiserne Haus“ in Stuttgart-Hohenheim (R. F. Hr. Fischer, 1789 oder 1791). Ein weiterer Bautyp sind die lean-to greenhouses, bei denen sich ein schräges Glasdach an eine nach Norden abschirmende massive Wand „anlehnte“.
Die Industrialisierung eröffnete neue Möglichkeiten der Verwendung von Eisen und Glas als Baustoffe. Anfang des 19. Jahrhunderts experimentierten in England George Steward Mackenzie und John Loudon mit den curvilinear houses, das sind Gewächshäuser mit halbkreisförmig gewölbtem Eisen-Glasdächern, um möglichst viel Sonnenlicht gleichmäßig zu nutzen. Mackenzie entwarf 1812 ein quarter-sphere-hothouse zum Pfirsich- und Weinanbau, das aus einer gläsernen Viertelkugel vor einer gemauerten Wand bestand. Louden errichtete 1818 in Bayswather bei London verschiedene Versuchsgewächshäuser, um die günstigste Konstruktionsform für eine optimale Sonneneinstrahlung experimentell zu finden. Er veröffentlichte 1817 die Remarks on the Construction of Hothouses und 1818 die Sketches Of Curvilinear Houses, welche europaweit rezipiert wurden und die weitere Entwicklung der Glashauskonstruktion maßgeblich beeinflussten.
Ein frühes Beispiel eines Eisen-Glas-Gewächshauses außerhalb Großbritanniens sind die 1834–36 von Charles Rohault de Fleury errichteten Serres im Pariser Jardin des Plantes. In England baute Joseph Paxton 1836–1841 The Great Conservatory (Großes Pflanzenhaus) im Park von Chatsworth House, welches Vorbild war für das 1841–1849 errichtete Palm House in Kew Gardens. 1850 entstand ebenfalls in Chatsworth durch Paxton ein tropisches Seerosenhaus mit beheizbarem Becken, das Victoria-Regia-Gewächshaus. Ein Höhepunkt der Eisen-Glas-Holzkonstruktion war das 1851 errichtete Ausstellungsgebäude Crystal Palace von Paxton.
Die früheste bekannte Warmwasser-Zentralheizung wurde 1716 von Marten Trifvald für ein Treibhaus in Newcastle gebaut. Jedoch fand erst ab etwa den 1830er Jahren die Dampfheizung bei Gewächshäusern größere Verbreitung und löste ältere Einzelöfen ab.
Diese Glashäuser, auch „Pflanzenmuseen“ genannt, die die zusammengetragenen Exponate im Zeichen von Naturbeherrschung und Exotik inszenierten, verbreiteten sich in der zweiten Hälfte des 19. Jahrhunderts in den Metropolen Europas und Nordamerikas vor allem in den botanischen Gärten als auch in städtischen Parks als kommerzielle Vergnügungsstätten. Beispielsweise wurde in Wien 1882 das Schönbrunner Palmenhaus eröffnet. In Berlin entstand von 1905 bis 1907 das Große Tropenhaus im botanischen Garten. Ein herausragendes Beispiel für die Gewächshausarchitektur des 19. Jahrhunderts sind die Serre du Congo und Grote Wintertuin im Park des Schloss Laken im Norden Brüssels.
Die Errichtung, Beheizung und Bewirtschaftung großer Tropenhäuser erforderte laufend enorme Kosten. Erst als dem luxuriösen Lebensstil des Adels auch reiche Fabrikanten und Kaufleute nacheifern konnten, entstanden Glashäuser auch als Orte bürgerlich-privater Repräsentation, in denen man Feste feierte und die tropische Flora zum Gegenstand gehobener Konversation machte. Seit dem Einsatz von Kühltechniken und der Beschleunigung der Überseelogistik kamen tropische Früchte vermehrt nach Europa und nahmen den Glashäusern ihren exotischen Reiz. Zwar wurden in Botanischen Gärten noch öffentliche Palmenhäuser unterhalten und auch neu errichtet, aber als private Repräsentationsbauten entstanden sie seit dem Ende des 19. Jahrhunderts kaum noch. Historische Glashäuser als Teil der Villenarchitektur überlebten zudem nur selten Besitzwechsel, Korrosionsschäden, Unwetter und Leerstände.
Das erste Gewächshaus in Form einer geodätischen Kuppel war das 1960 fertiggestellte Climatron im Botanischen Garten von Missouri in St. Louis. Ein bekanntes Beispiel für diese Konstruktionsform sind die 2001 eröffneten Gewächshäuser des Eden Projects, die derzeit weltweit größten Gewächshäuser. Ende der 1980er Jahre wurde versucht, ein autarkes Ökosystem im Gewächshaus des Projekts Biosphäre 2 zu verwirklichen.
Um 2018 errichtet Frutura Glashäuser in der oststeirischen Thermenregion, die mit Erdwärme beheizt werden.
Glashäuser, die mit Erdgas beheizt werden, nützen im Glashaus auch das Kohlenstoffdioxid im Abgas als Edukt für die Photosynthese der Pflanzen, quasi als Dünger.
Mit der Preiserhöhung für Gas und elektrische Energie 2022 auf ein Mehrfaches in der Folge des Russischen Überfalls auf die Ukraine, kündigen Mitte Oktober 2022 Glashausbetreiber in Wien und Niederösterreich an, die üblicherweise 4 Monate bis Mitte Februar laufende – – trotz staatlicher Unterstützung – aus Kostengründen entfallen zu lassen.

## Aufbau und Komponenten eines Gewächshauses

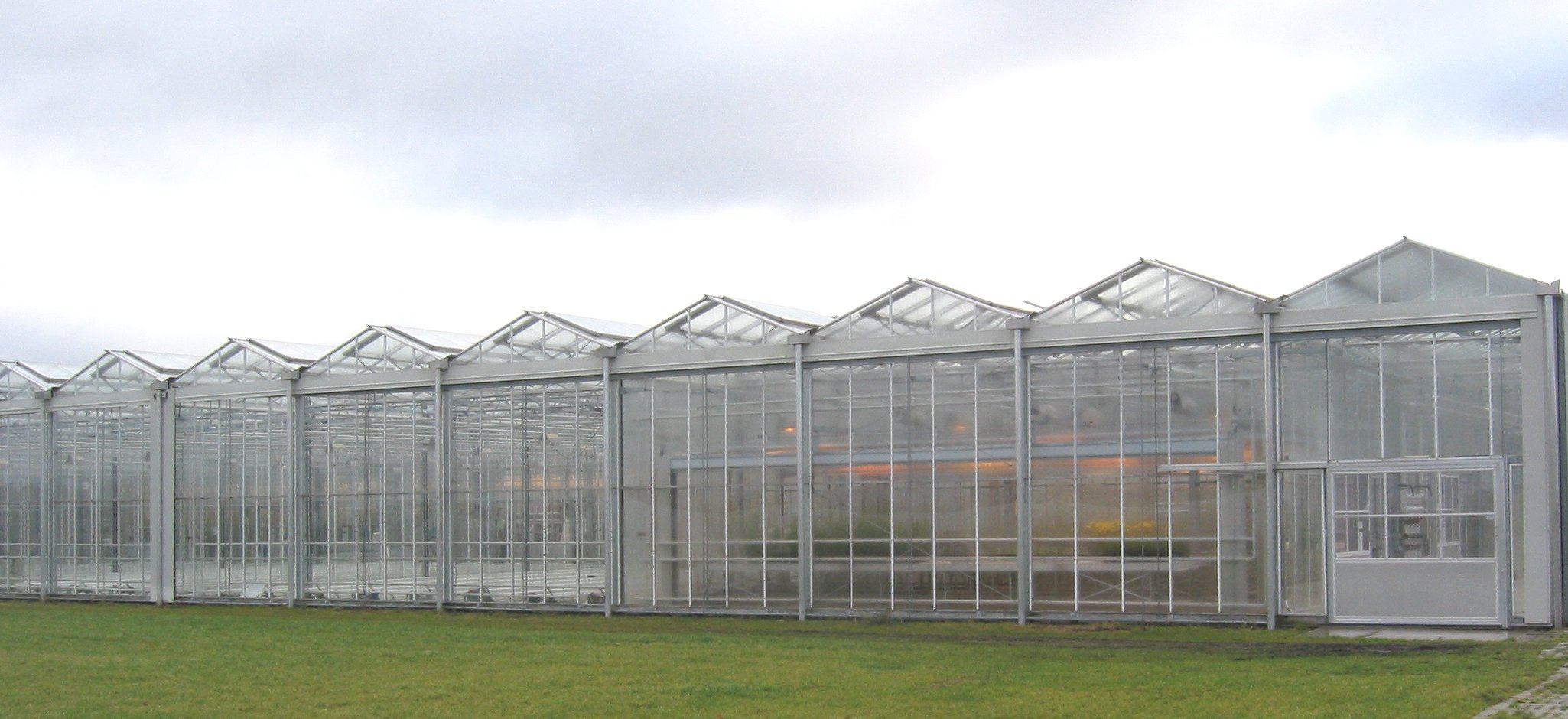
Gewächshaus in der sogenannten Venlobauweise mit ca. 4 m Stehwandhöhe

Gewächs- bzw. Glashäuser gibt es in unterschiedlichen Größen von wenigen Quadratmetern bis zu riesigen Palmenhäusern.
Grundbestandteile eines Gewächshauses sind:
- Das Fundament, mit Wärmedämmung gegen Bodenfrost (siehe auch Perimeterdämmung)
- Das am Fundament ruhende Tragwerk des Gewächshauses aus Mauerwerk, Holz oder, wie im Erwerbsgartenbau üblich, aus einer aus Stahl und/oder Aluminium bestehenden Metallkonstruktion.
- Die lichtdurchlässige Eindeckung aus Glasscheiben, Kunststoff-Folien (zum Beispiel aus PVC oder PE, teilweise auch in mehrlagiger oder beschichteter Ausführung für bessere Haltbarkeit und Lichtdurchlässigkeit) oder aus Kunststoffplatten (beispielsweise aus Plexiglas (PMMA), Polycarbonat, glasfaserverstärktem Polyester (GUP) oder PVC). Kunststoffplatten werden häufig aufgrund besserer Isolierwirkung in Form von Hohlkammerplatten (Stegdoppelplatten – auch kurz SDP genannt, oder Stegdreifachplatten – auch kurz S3P genannt) genutzt.
- Die Kulturflächen für die anzubauenden Pflanzen. Man unterscheidet zwischen verschiedenen Beetformen, Tischen oder Hängen (Hängekonstruktionen).

Das Bodenbeet hat Anschluss an den „gewachsenen“ Boden, beim Grundbeet hingegen ist die kulturtragende Substratschicht vom gewachsenen Boden durch eine Sperrschicht aus Beton oder Folie getrennt. Beim Trogbeet ist das Kultursubstrat in Tröge aus zumeist Beton eingebracht, die Substratschicht hat somit auch in diesen keinen Anschluss an den gewachsenen Boden. Die Kultur auf Tischen findet Anwendung bei getopften Pflanzen; die Tische bzw. Tischplatten sind entweder feststehend oder auch (zur besseren Raumausnutzung durch Entfall von Wegeflächen) verschiebbar ausgeführt. Durch Hängevorrichtungen in Form von Gehängen für Einzeltöpfe, Rinnen u. a. kann zwar die Nutzfläche durch Nutzung von Raum über den Beeten oder Tischen erhöht werden, nachteilig bei Hängekulturen ist aber die Behinderung des Lichteinfalls auf tiefer gelegene Kulturflächen und die umständlichere Kulturpflege.
- Vorrichtungen zur Lüftung zwecks Beeinflussung des Sauerstoff- und Kohlendioxidgehaltes der Gewächshausluft und zur Temperaturregelung.

Viele Gewächs-/Glashäuser sind überdies ausgestattet mit:
- Anlagen zur Bewässerung bzw. zur Beregnung
- Heizung
- Einrichtungen zur Schattierung oder Verdunklung, z. B. mittels bedarfsweise kompakt zusammenraffbarer Schattiergewebe.
- Elektrischer oder elektronischer Steuerungstechnik (Gewächshauscomputer) zur Klimaregelung und Bewässerungsautomation
- Sogenannten Energieschirmen als zusätzlicher Isolierung gegen Wärmeverluste, z. B. aus UV-stabilisierter Luftpolsterfolie
- Insektennetzen
- Beleuchtungsanlagen zur künstlichen Beleuchtung der Kulturen
- CO2-Düngungsanlagen zur Kohlenstoffdioxid-Düngung
- Kraftwärmeanlagen (Kraft-Wärme-Kopplung)
- Lüftungsanlagen, um einen Luftaustausch herbeizuführen oder um künstlichen Wind zu erzeugen. Windbelastung führt zu stabileren Stängeln, die weniger leicht umknicken.

## Funktionsweise

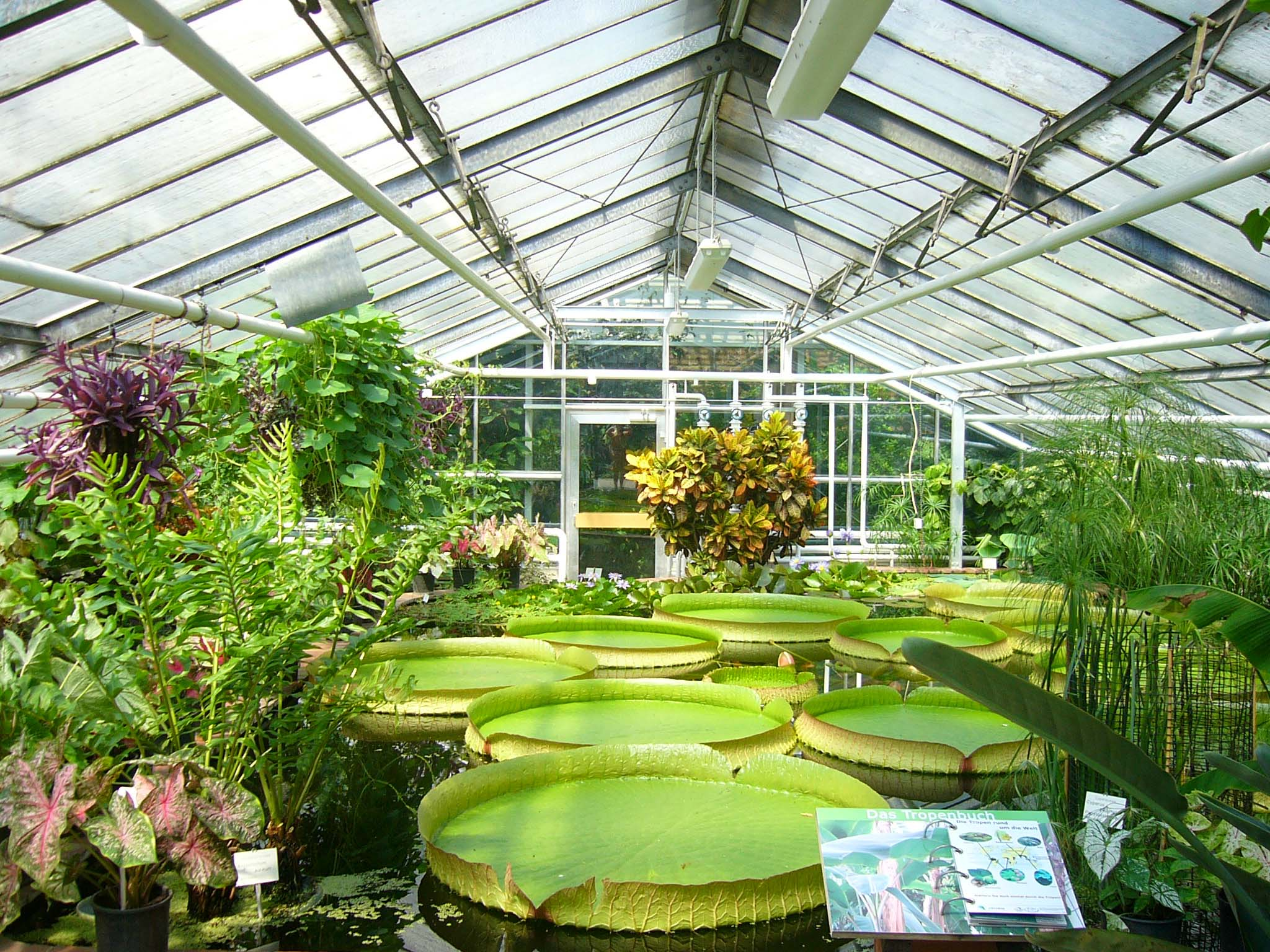
Seerosen-Gewächshaus im Botanischen Garten Braunschweig

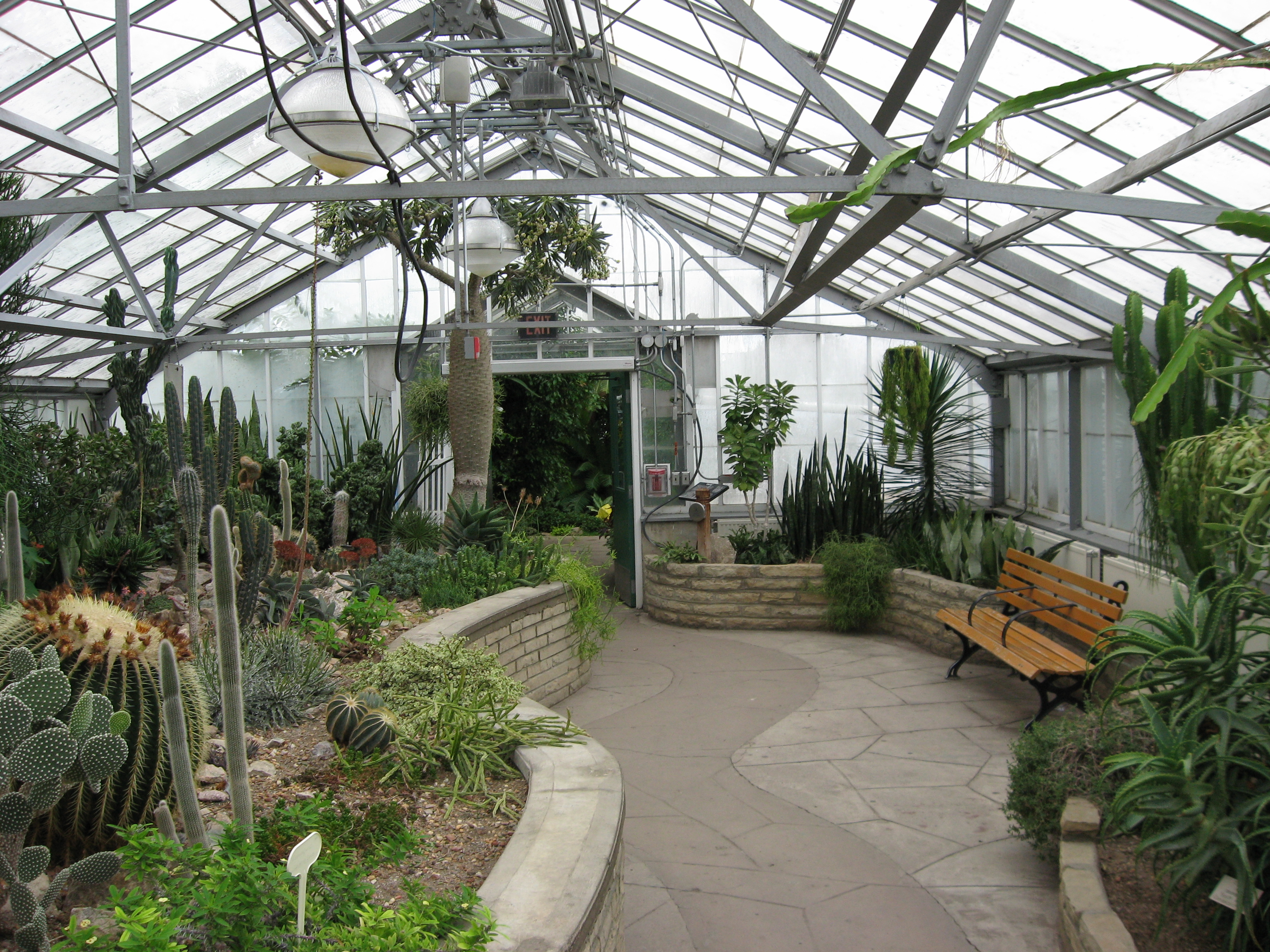
Kakteen in einem Warmhaus in Kanada

Man unterscheidet bei den Gewächshäusern je nach Innenraumtemperatur
- Kalthäuser für Temperaturen unter 12 °C,
- Temperierte Häuser für Temperaturen von 12 bis 18 °C,
- Warmhäuser (Treibhäuser, engl. Hothouse) für Temperaturen über 18 °C.

Bei Sonneneinstrahlung kommt es im Gewächshaus zu einer raschen und stärkeren Erhöhung der Innentemperatur im Vergleich zur Luft- und Bodentemperatur außerhalb des Gewächshauses. Der Grund hierfür ist eine Art Wärmestau: Die Energie der Sonnenstrahlung erwärmt zunächst den Boden, die Pflanzen und Teile des Gewächshauses. Die vom aufgeheizten Innenraum erwärmte Luft wird bei geschlossenen Glasflächen von außen aufgrund des geringen Luftaustausches nur wenig abgekühlt. Auch die schlechte Durchlässigkeit des Glases für Wärmestrahlung (Infrarot) spielt für den Wärmestau eine relevante, wenn auch kleinere, Rolle.
Für diesen Effekt gibt es im Deutschen die Bezeichnung Glashauseffekt. Der damit verwandte (atmosphärische)  Treibhauseffekt tritt hingegen nicht im Gewächshaus auf, sondern ausschließlich in der Atmosphäre. Die Bezeichnung Treibhauseffekt soll nur zur Veranschaulichung auf die Ähnlichkeit der beiden Effekte hinweisen, sollte jedoch nicht mit dem Glashauseffekt verwechselt oder gar synonym verwendet werden.
Dieser Glashauseffekt wird auch bei Wohnhäusern (Wintergärten) und Dachflächen (z. B. Ateliers) genutzt, aber auch im Großen bei Orangerien und Schlössern. 

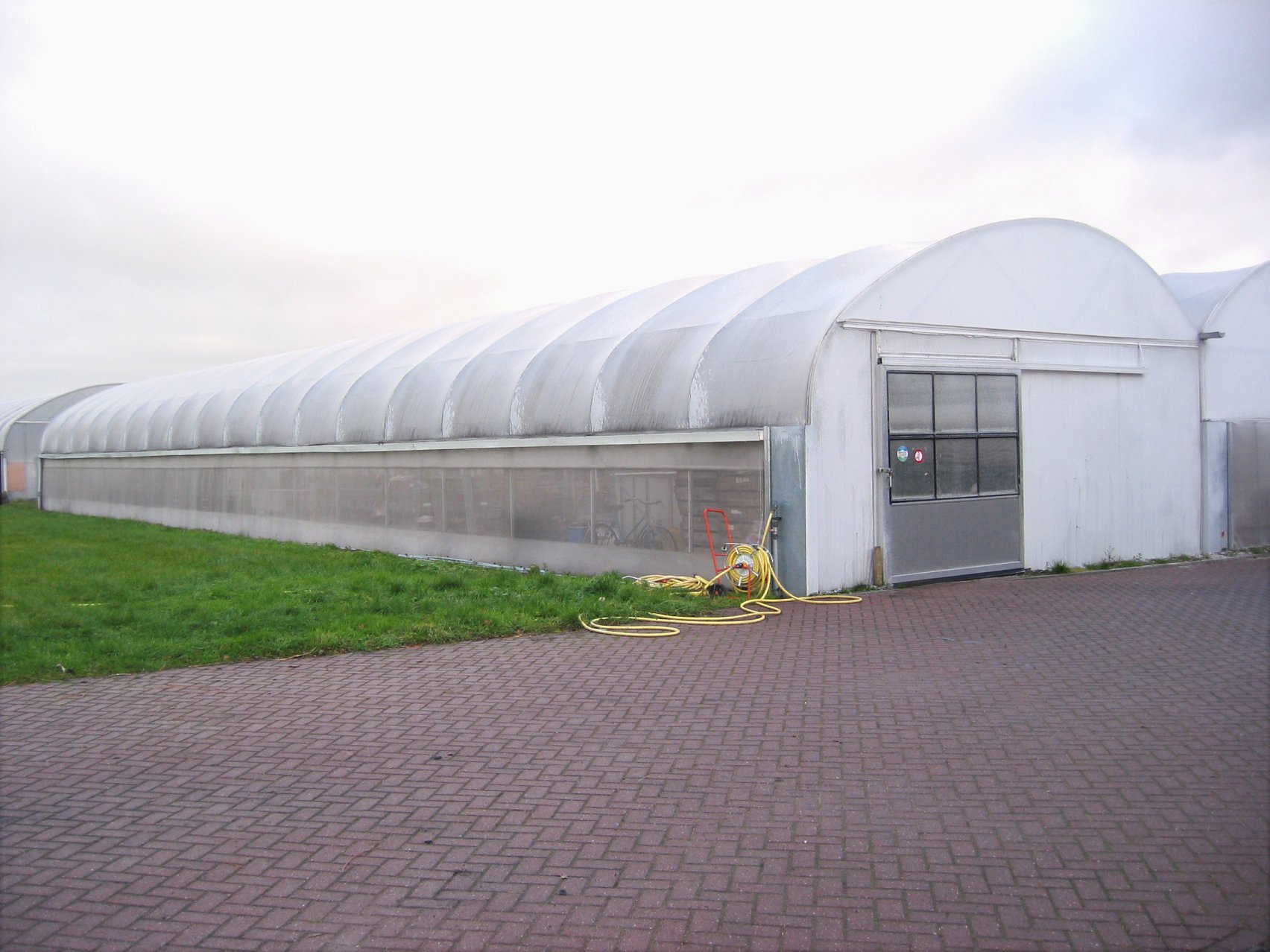
Foliengewächshaus mit Stehwandlüftung

An einem normalen Sonnentag kann sich die Innentemperatur auf pflanzenschädliche 35 °C und mehr erhöhen. Daher muss man Gewächshäuser auch lüften können, was meist mit Dach- oder Stehwandlüftung erfolgt, auch bekannt als „First- und Seitenwand-Lüftungsklappen“.

### Wirkungsweise der selektiven Transparenz
Gewöhnliches Fensterglas ist transparent für sichtbares Licht und kurzwelliges Infrarot, wie es von der Sonne abgestrahlt wird. Für langwelliges Infrarot (den Bereich der Wärmestrahlung bei den Gewächshaustemperaturen, also mittleres und fernes Infrarot) ist es kaum durchlässig. Auftreffende Wärmeabstrahlung aus dem Gewächshaus wird vom Glas größtenteils absorbiert, teilweise reflektiert und kaum durchgelassen (Transmission). Absorbierte Wärme wird im Glas durch Wärmeleitung weitergeleitet. Das Glas kühlt an der Außenseite durch Wärmeabstrahlung oder Wärmeableitung an die umgebende Luft, in der die Wärme durch Konvektion der erwärmten Luftmoleküle wegtransportiert wird.
R. W. Wood verglich 1909 die Erwärmung zweier pechschwarzer Pappschachteln unter Sonneneinstrahlung. Eine Pappschachtel war mit Fensterglas, die andere mit Steinsalz abgedeckt. Ein Thermometer maß die Lufttemperatur. Steinsalz lässt im Gegensatz zu Glas auch langwellige Infrarotstrahlung passieren. Da jedoch das Sonnenlicht die Schachtel mit Steinsalz auch effizienter erwärmen konnte, ließ er das Sonnenlicht zusätzlich durch eine normale Glasscheibe filtern. Es ergab sich schließlich ein Temperaturunterschied von einem Grad Celsius bei einer Maximaltemperatur von etwa 55 °C. Wood schloss daraus, dass die Unterdrückung der Wärmeabgabe durch das Blockieren der Wärmeabstrahlung durch das Glas zwar vorhanden sei, aber eine untergeordnetere Rolle spiele im Vergleich zur Unterdrückung der Wärmeabgabe durch Konvektion.
Eine spätere Reproduktion des Experiments von Wood zeigte jedoch Zweifel und Schwächen an Woods experimentellem Aufbau. Obwohl Woods gemessene Temperatur im Prinzip nachvollzogen werden konnte, waren jedoch die Temperaturunterschiede direkt unter der Scheibe sehr viel größer bis zu 6 °C. Der etwas ungünstige Aufbau mit dem zusätzlichen Fensterglas beim Steinsalzglas erwies sich als nicht geeignet, um die Frage zu klären, inwieweit Scheiben mit Infrarot-Barriere zur Erwärmung beitragen.
Dennoch beruht die Erwärmung des Gewächshauses größtenteils darauf, dass die einfallende Solarstrahlung den Raum erwärmt und die Wärmeabgabe durch Luftaustausch mit der Außenluft verhindert wird. Der Beitrag der Wärmestrahlung spielt jedoch eine signifikante Rolle bei der Doppelverglasung. Die Strahlungsbilanz hängt von der Differenz der 4. Potenz der Temperaturen ab. Je größer der Temperaturunterschied, desto bedeutender wird die Strahlungskomponente. Durch die Wahl der Verglasung kann man diesen Umstand gezielt ausnutzen, zum Beispiel durch einen IR-absorbierenden Sandwich-Aufbau des Glases.
Auch Sonnenkollektoren für die Solarthermie nutzen den Effekt. Hier kann die selektive Transparenz des Glases um die selektive Absorption des Kollektors ergänzt werden, um dessen Wärmeabstrahlung zu verringern. Bei Vakuumkollektoren wird zusätzlich die Konvektion zwischen Glas und Kollektor weitgehend unterbunden.

## Bauweisen

### Folientunnel
Im Erwerbsgemüsebau kommen oft Folientunnel zum Einsatz. Dabei wird aus zu einem Halbkreis gebogenen Metallrohren und Verbindungsstangen ein tunnelförmiges Gerüst aufgebaut und mit Folie bedeckt. Die Folie wird am Boden einfach so (gegen Windverwehung) gesichert, dass rund ein Meter davon mit Erde bedeckt wird. Manchmal wird auch „Kederfolie“ mit verstärkten Rändern benutzt, die ein Fixieren an den Gerüststangen ermöglichen. Vorteile eines Folientunnels sind die geringen Kosten und der schnelle Aufbau und Abbau. Nachteilig ist, dass eine Entlüftung am höchsten Punkt nur an den Stirnseiten erfolgt und sie schnell überhitzen. Folientunnel werden daher eher für klein bleibende Pflanzen verwendet (beispielsweise Kopfsalat, Erdbeeren, Kohlrabi, Würzkräuter). Zur Belüftung im Frühsommer werden auch die Seitenwandfolien aufgerollt oder ganz entfernt.
Einfacher noch als Folientunnel sind Bodenabdeckungen aus Klarsichtfolie, gelochten Vliesen (um Regen einzulassen) oder schwarzen Folien (um mehr Sonnenwärme einzufangen). Diese werden von einer Rolle oft hunderte Meter lang auf Feldern abgerollt und am Boden durch Steine, Erdreich oder je 2 Folienbahnen durch aufgelegte Altreifen gegen Windeinwirkungen beschwert. Mit dieser Methode wird eine Verfrühung der Ernte erreicht (Frühkartoffeln geben höhere finanzielle Erträge als Kartoffeln zu einer Zeit, wenn „alle gleichzeitig“ geerntet werden).

### Cabrio-Häuser

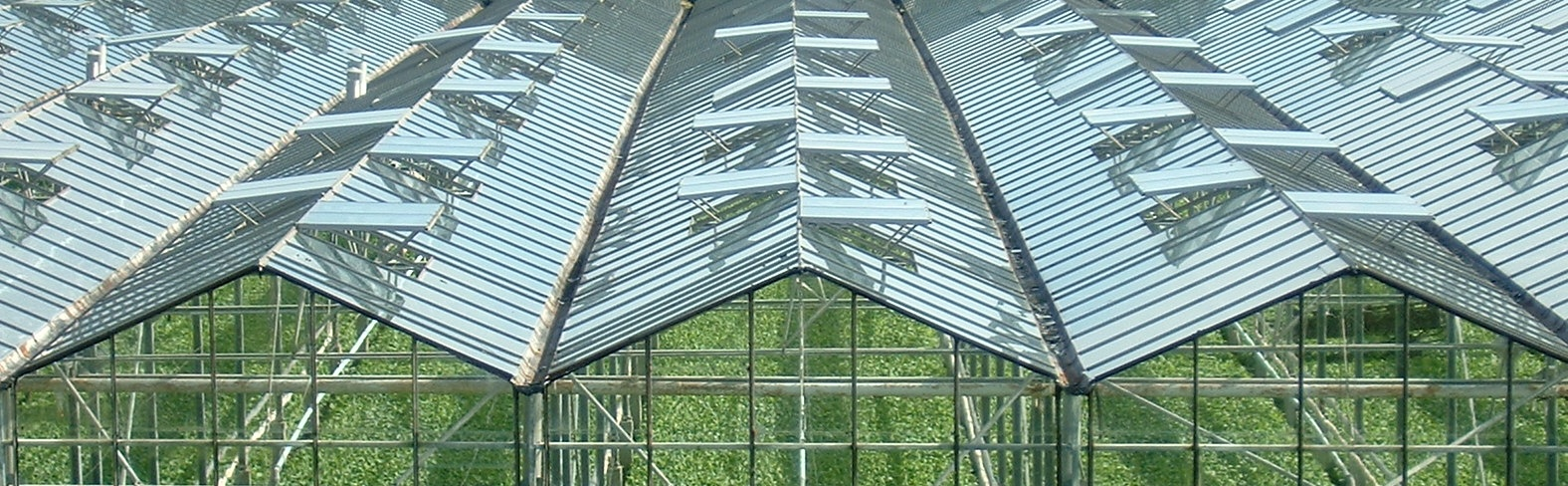
Moderne Treibhäuser in den Niederlanden

Neuere Typen, sogenannte Cabrio-Gewächshäuser, können ihre Dachfläche weitgehend zusammenschieben. Damit kann die Innentemperatur so gesteuert werden, dass sie fast der Außentemperatur entspricht. Dies führt zu einer deutlichen Qualitätsverbesserung bei Kaltkulturen und während der Sommermonate.

### Sonstige
Für den gewerbsmäßigen Gemüsebau werden heute vielfach Kunststofffolien verwendet, die teilweise große Flächen und ganze Talböden bedecken. In El Ejido stehen so viele mit Plastikplanen gedeckte Gewächshäuser wie nirgends sonst in Europa.
Modernste Technik wird häufig zunächst in Forschungsgewächshäusern eingesetzt. In der Pflanzenexperimentieranlage PhyTec des Forschungszentrum Jülich werden beispielsweise Gläser aus der Solarindustrie eingesetzt, die maximale Transparenz und mechanische Stabilität aufweisen.

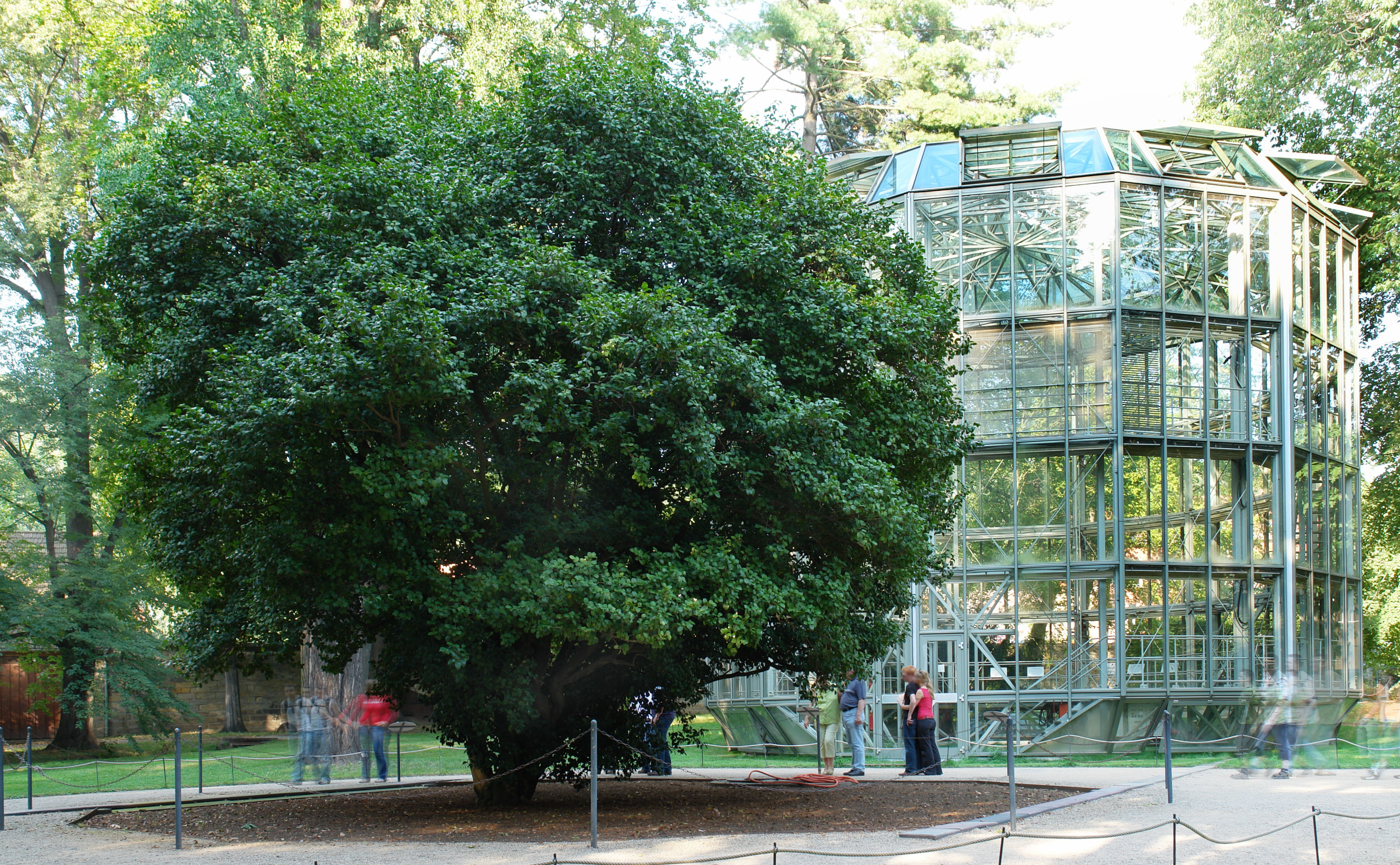
Pillnitzer Kamelie mit verfahrbarem Gewächshaus

Für die Pillnitzer Kamelie im Park von Schloss Pillnitz wurde 1982 ein 13,2 Meter hohes, aufklappbares, auf Schienen verfahrbares Gewächshaus gebaut. Es schützt den Baum von Oktober bis Mai. In der übrigen Zeit wird das Gewächshaus auf die Seite gefahren und der Baum steht im Freien.
Völlig neu entwickelt ist das Seawater Greenhouse (Meerwassergewächshaus), das in den 1990er Jahren für aride Regionen entwickelt wurde und dessen Wasserbedarf von Meerwasser gedeckt wird, das im Gewächshaus selbst entsalzt wird. Es nutzt das Wasser gleichzeitig zur Kühlung und erzeugt nebenher Trinkwasser.

### Geschlossene Gewächshäuser
In eine andere Richtung gehen geschlossene Gewächshäuser, so zum Beispiel das Projekt „Watergy“ (ein Schachtelwort aus ‚water‘ [englisch für „Wasser“] und ‚energy‘ [englisch für „Energie“]). Die Idee eines geschlossenen Systems ist simpel und wurde schon bei der Wardschen Flasche (auch Wardsche Kiste) genutzt: Ist das System geschlossen, kann kein Wasserdampf entweichen und so kann Wasser eingespart werden; außerdem ergeben sich weitere Vorteile (s. u.).
Durch Wässern und Atmung der Pflanze entsteht Wasserdampf. Dieser wird in einem zentralen, hohen Kühlturm gesammelt und über Kühlung wird die relative Luftfeuchte erhöht, sodass der Dampf kondensiert und das (destillierte) Wasser gesammelt werden kann. Das Wasser kann nun wieder zur Bewässerung oder als Trinkwasser gebraucht werden, das heißt, das System lässt sich auch zur Aufbereitung von Grauwasser nutzen.
Der Wasserdampf wird mit Hilfe von kaltem Wasser über einen Wärmetauscher kondensiert. Dieses erwärmte Wasser kann gespeichert werden, um es später zum Heizen des Gewächshauses wieder zu gebrauchen. Diesbezüglich gibt es zwei Varianten: Entweder man braucht es über Nacht oder während kalten Jahreszeiten. Erstere wird relativ einfach über Wassertanks realisiert, für die letztere Möglichkeit können Lager von bis 200 Meter Tiefe (im Boden) benötigt werden. So können extreme Temperaturen geglättet werden, was für manche Kulturen – und wenn man diese ganzjährlich anbauen will – unerlässlich ist. Diese Art von „Heizung“ ist auch aus ökonomischer und ökologischer Sichtweise sinnvoll, im Gegensatz zu konventionellen Heizungen, die mit Strom betrieben werden.
Das geschlossene System bringt zudem den Vorteil mit sich, dass weniger CO2 entweichen kann, das von den Pflanzen zur Fotosynthese benötigt wird. Mit erhöhter CO2-Konzentration, die bis zu dreimal so hoch sein kann wie in offenen Systemen, kann ein deutlich höherer Ertrag erzielt werden. CO2 kann ins Gewächshaus „importiert“ werden, zum Beispiel über Pipelines von CO2-emittierenden Industrien (Kohlenstoffdioxid ist ein Bestandteil des natürlichen Erdgases und wird bei der Aufbereitung des Gases abgetrennt) oder aus Abgasen der Heizung. Es kann auch direkt im Gewächshaus gewonnen werden, zum Beispiel über Kompostierung (bei gleichzeitiger Nutzung der Verrottungswärme).
Durch das geschlossene System ist es auch unwahrscheinlich, dass Krankheiten oder Schädlinge eindringen können.

### Kleingewächshäuser
Im Kleingewächshaus geht es nicht um Massenproduktion, sondern um die Liebe zu Pflanzen und die Möglichkeit das Gartenjahr zu verlängern. Ein Kleingewächshaus ermöglicht je nach Klimatisierung über Heizung, Lüftung, Schattierung unterschiedliche Nutzungsarten:
- den verlängerten oder ganzjährigen Anbau von Gemüse und Kräutern im eigenen Garten
- eigene Jungpflanzenanzucht
- Überwinterung von Kübelpflanzen, Obstgehölzen in Kübeln
- Treiberei (Schnittlauch, Schnittblumen, Wintersalat)
- Anbau von Wein oder Kiwis auch im weniger geeigneten Klima
- Beherbergung von kälteempfindlichen bzw. wärmebedürftigen Pflanzensammlungen: beispielsweise Kakteen, Bromelien, Bonsai, Farne, Palmen, Orchideen.

Für den Hobbygärtner gibt es ein großes Sortiment an Kleingewächshäusern. Sie unterscheiden sich z. B. hinsichtlich Größe, Konstruktion, Eindeckungsmaterial, technische Ausstattung (Temperierungseinrichtungen, Bewässerungseinrichtungen).
Je nach Nutzungsart und dem daraus resultierenden Wärmebedarf ist in den Wintermonaten eine Heizung notwendig. Um Heizkosten zu sparen und auch aus Umweltschutzgründen sollte beim Kauf eines zu beheizenden Gewächshauses auf Wärmedämmung durch entsprechende Konstruktion und Eindeckmaterialien geachtet werden. Andererseits sind die Sommermonate oft sehr heiß – entsprechend wichtig können ausreichende Lüftungsmöglichkeiten und Schattierung werden. Außerdem sollte beachtet werden, dass nicht jedes Eindeckmaterial oder jede Folie UV-Licht durchlässt.
In einem Kleingarten genügen manchmal aber auch schon ein bis zwei ausrangierte Fenster, um ein niedriges Gewächshaus (Frühbeet) zu bauen, dessen Klima sich durch Öffnen der Glasflächen regeln lässt.

### Dome

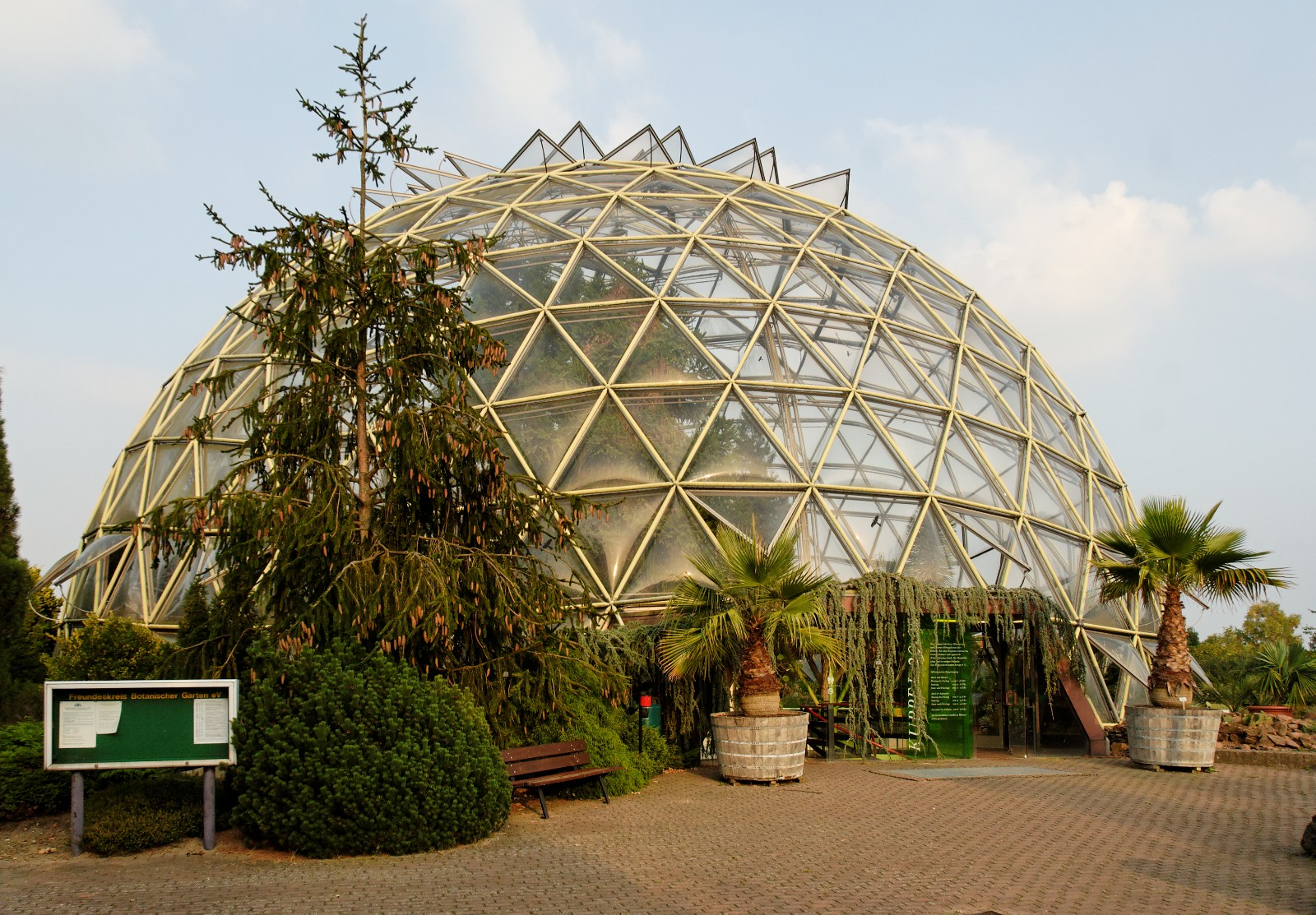
Kuppelgewächshaus im Botanischen Garten Düsseldorf, erbaut 1975

Gewächshäuser werden gelegentlich auch in Form von sogenannten „Domen“ (aus Dreiecken konstruierte und aufgebaute „Platonische Körper“ oder sonstige Polyeder) errichtet. Sowohl große Häuser (beispielsweise Eden Project oder Biosphere 2) als auch Kleingewächshäuser im Hausgarten.
Vorteil dieser Bauten ist, dass sie mit einem Minimum an tragenden Materialien, auch „dünnen“ Hölzern, errichtet werden können, aufgrund ihrer kugelähnlichen Bauform die Sonnenenergie (der wandernden Sonne) am besten nutzen und sehr windstabil sind.
Nachteil dieser Bauten ist, dass Beschattungen und wärmedämmende Energieschirme nur schwierig herzustellen sind. Wären diese klimabedingt unabdingbar nötig, so sollte einer tonnenförmigen Konstruktion (ähnlich einem Folientunnel aber ebenfalls aus Dreiecken aufgebaut) der Vorzug gegeben werden.

## Wirtschaftliche Bedeutung
Die Europäer waren bis in die 1970er Jahre daran gewöhnt, saisonales Gemüse einzukaufen und für den Winter die klassischen Wintergemüse wie Kohl und Kartoffeln zu verwenden. Durch Konservierung und später durch Tiefkühlschränke blieb auch in Winter und Frühling der Speisezettel abwechslungsreich.
Dann allerdings bauten zuerst niederländische und später südeuropäische Unternehmen Obst und Gemüse in immer umfangreicheren Glashauskomplexen an und konnten bis Ende der 1980er Jahre eine ganzjährige Versorgung mit den wichtigsten Obst- und Gemüsesorten gewährleisten. Der Preis der Ware ist außerhalb der jeweiligen Saison natürlich höher. Durch den standardmäßigen Einsatz von Nützlingen kann der Besatz mit Schadinsekten und -milben meist unter die Schadschwelle für einen (nützlingsschonenden) Insektizideinsatz gehalten werden.
Zudem weisen heutige Gewächshausanlagen mit Stehwandhöhen um 4 m ein optimales Klima auf, so dass es zu weniger Befall mit Pilzen kommt.
Der Erfolg der Treibhauskulturen hat auch im deutschsprachigen Raum zum Ausbau derartiger Anlagen geführt. In Österreich beispielsweise liegt das Zentrum des Gemüseanbaues für Paprika und Tomaten im südlichen Seewinkel.
Auch im Bereich des Zierpflanzenbaus kommen Gewächshäuser zum Einsatz. Hier werden mit Hilfe der Treiberei Zierpflanzen so vorgezogen, dass sie zum Saisonbeginn bereits blühend angeboten werden können. Kälteempflindliche Pflanzen werden hingegen länger im Gewächshaus gezogen.

## Hors-sol-Produktion

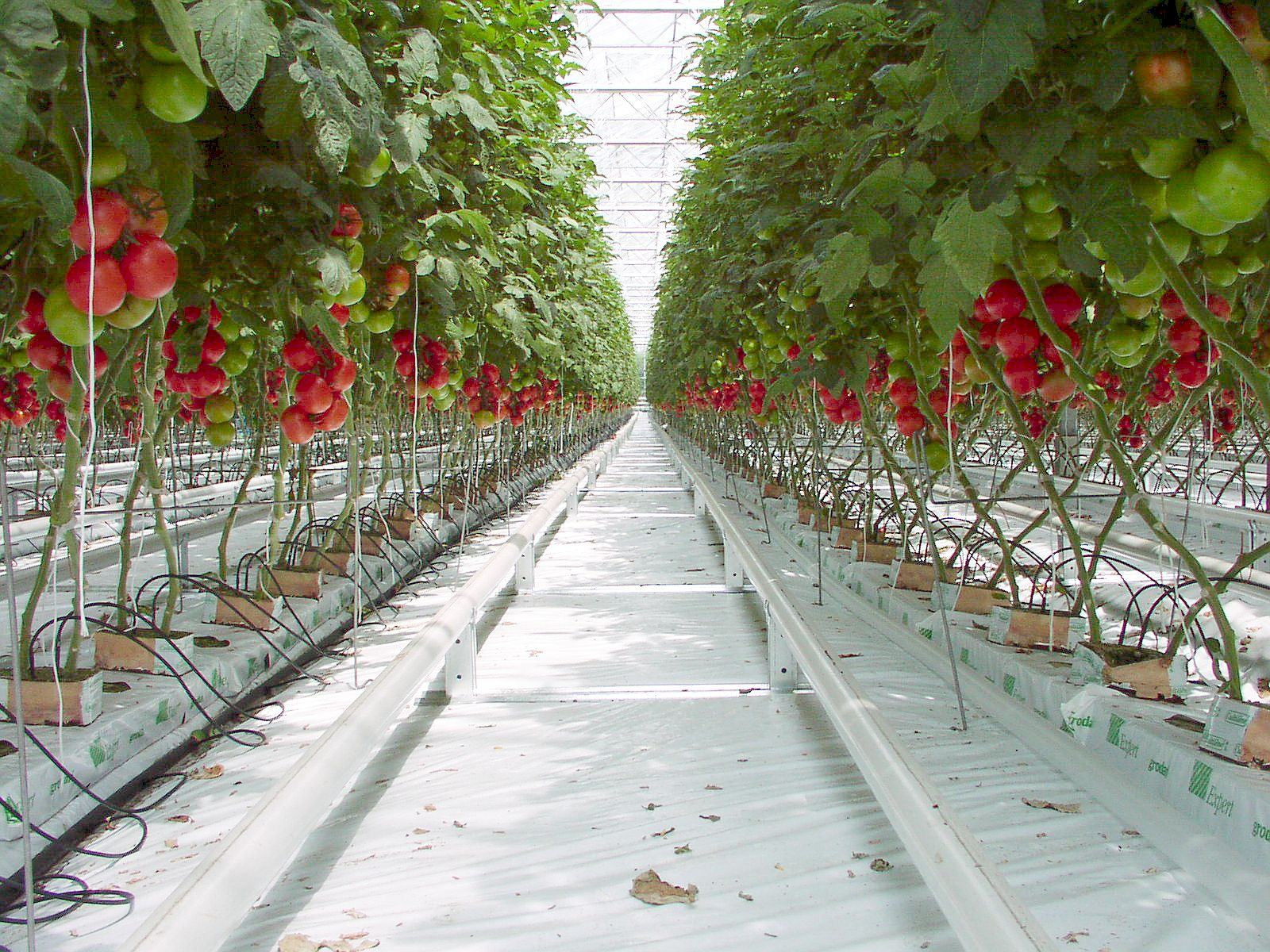
Erdfreie Hors-sol Produktion Unterglasgemüsebau (hier: Tomaten) auf Steinwolle mit Tropfbewässerungssystem

Die Hors-sol-Produktion (frz. hors sol ‚außerhalb des Bodens‘), auch erdelose Kultur oder Substratkultur genannt, ist ein Anbauverfahren ohne Verwendung von Bodenmaterial oder erdeähnlichen Substraten. Die Kulturen, mehrheitlich Gemüse und Erdbeeren, werden dabei in einem erdefreien Material wie Steinwolle oder Kokosfaser angepflanzt, unter genau definierter Nährstoff- und Wasserversorgung in einem Gewächshaus oder Folientunnel, die auch beheizt werden können. Diese Art von Produktion ist wirtschaftlich effizient, erfordert aber, je nach Bedingung, einen hohen Energieeinsatz.
Ein Vorteil der Hors-sol-Produktion ist die Unabhängigkeit von Witterung, Klima und Boden. Das macht diese Art von Produktion vor allem für empfindliche Pflanzen wie Tomaten beliebt. Unverzichtbar sogar ist sie bei Pilzen, da diese sehr enge Anbaugrenzen haben.
In den meisten EU-Ländern ist die bodenfreie Produktion für Bioprodukte nicht gestattet, wobei es Ausnahmen für (Bio-)Pilze, Jungpflanzen, Zierpflanzen und Topfkräuter gibt. In Schweden, Finnland und Dänemark wird die EU-Öko-Verordnung hingegen so ausgelegt, dass Hors-sol-Produktion mit natürlichen Substraten zulässig ist. Auch in Kanada und den USA, deren Biostandards von der EU als gleichwertig anerkannt wurden, müssen Biopflanzen nicht im Boden wachsen. (Stand: 2012)
In Nährlösung gewachsenen Pflanzen und deren Früchten wird oft Geschmacklosigkeit nachgesagt bzw. der Unterschied von Qualität und Geschmack zwischen natürlichem und Hors-Sol-Anbau ist umstritten. Zu beachten ist die Sorte, welche oft zulasten des Geschmacks auf maximalen Ertrag optimiert wurde, und die Herkunft des Produkts. In Exportländern muss aus Rücksicht auf die Haltbarkeit früher geerntet werden, was sich ebenfalls auf den Geschmack auswirkt. Es ist aber nicht auszuschließen, dass manche Stoffe, die eine Pflanze (in geringen Mengen) herstellt und für den Menschen relevant sind, noch nicht entdeckt wurden und bei einer bodenfreien Anbauweise im Produkt fehlen. Pflanzen bilden auch Aromastoffe, um sich vor mikrobiellen und herbivoren Schädlingen und Fraßfeinden zu schützen (siehe dazu auch Fraßverteidigung); die Reduktion der Kontamination solcher Schädlinge kann auch die Ursache von Aromaarmut sein.
In der Schweiz wurde 1986 Tomaten und Gurken zum ersten Mal Hors-Sol angebaut. 1992 wurde in der Schweiz die Hors-sol-Produktion als Produktionsart anerkannt und Gemüse und Beeren von 1996 bis 2016 nach einer privatrechtlichen Vereinbarung entsprechend deklariert. Inzwischen ist diese Produktionsart weit verbreitet. Etwa 40 Prozent aller Schweizer Tomaten wurden 2014 Hors-sol angebaut, bei den Erdbeeren lag dieser Wert im Jahr 2019 bei etwa 18 Prozent. Bei den beiden Detailhändlern Migros und Coop stammen inzwischen 95 Prozent der Tomaten und 60 Prozent der Gurken aus Hors-sol-Gewächshäusern.
Für Hors-sol sind auch vertikale Gewächshäuser oder senkrecht stehende Säulen geeignet. Eine der größten Hydroponik-Farmen weltweit ist so groß wie ein Fußballfeld, auf bis zu 18 Etagen hohen Regalen werden dort 10.000 Salatköpfe pro Tag geerntet, der Trend geht zu 30.000 Salatköpfe pro Tag. Durch die Massenkultur und eher nur eine Gemüseart pro Betrieb können die Arbeiten (vor allem der Vertrieb) rationeller gestaltet werden und der Platz besser genutzt werden, Gemüse kann so auch in der Stadt in großen Mengen angebaut werden, was die Transportkosten und die CO2-Emissionen des Verkehrs senkt.

## Beheizung

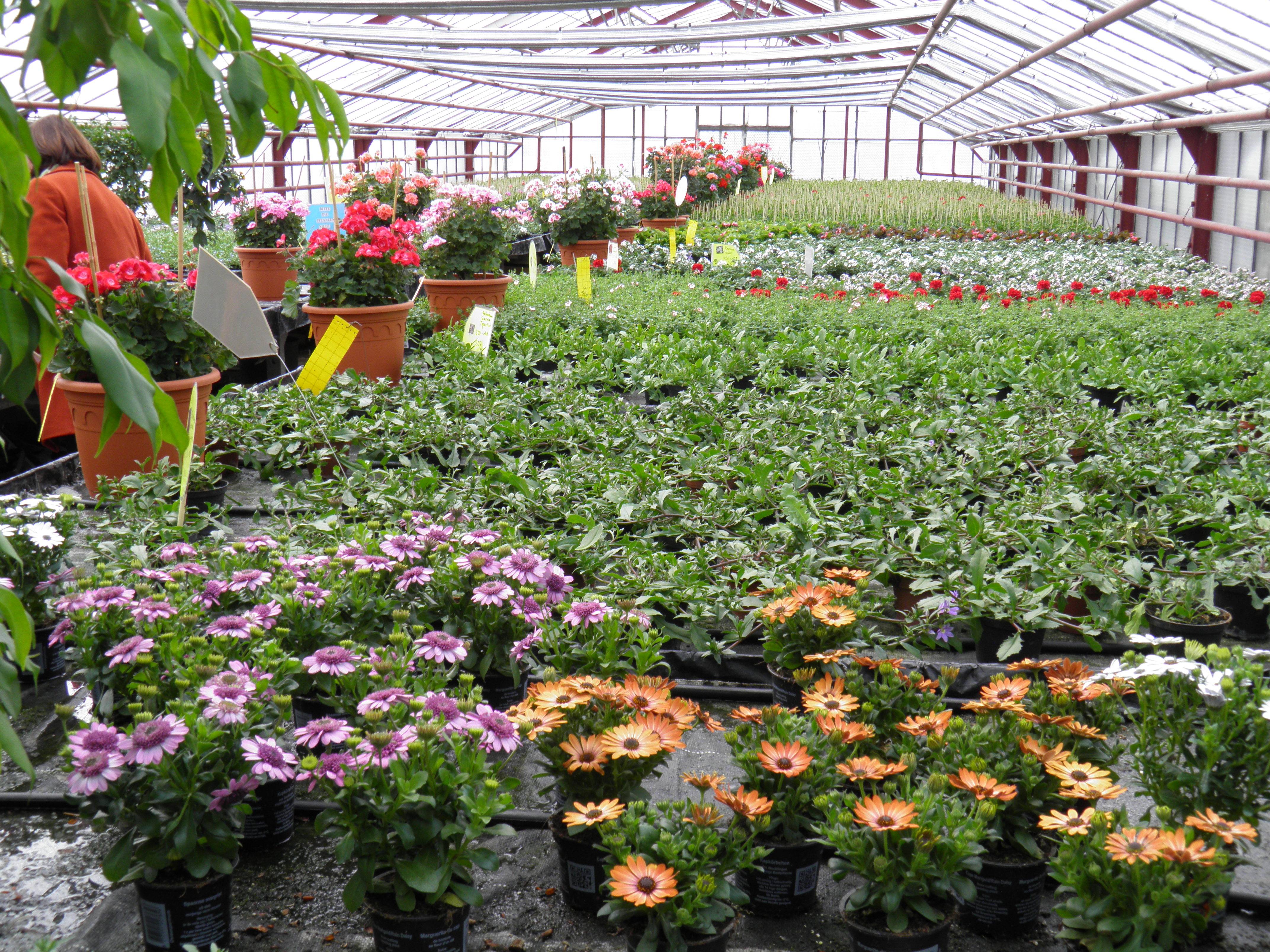
Gewächshaus in Wuppertal-Herbringhausen

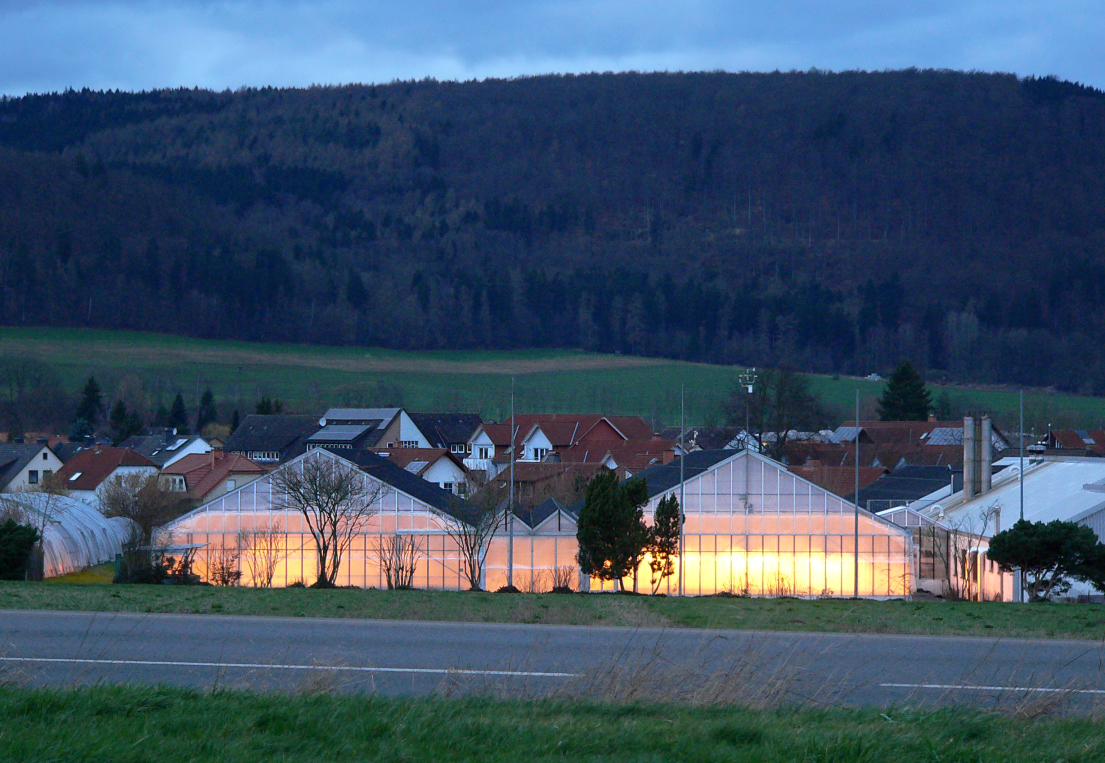
Gewächshäuser mit künstlicher Beleuchtung

Im ökologischen Anbau gibt es – je nach Verband – verschiedene Einschränkungen in Bezug auf das Heizen der Gewächshäuser. Bei Bio Suisse etwa ist die Heiztemperatur für Gemüsekulturen im Winter auf max. 10 Grad beschränkt, und ab 2020 – mit einer Übergangsfrist für bestehende Betriebe bis 2039 – sind nur noch erneuerbare Energien zugelassen. Im Zuge der Energiewende haben auch einzelne Lebensmitteleinzelhändler die Absicht erklärt, dass die Gewächshäuser der Lieferanten in Zukunft mit 100 Prozent erneuerbaren Energien beheizt werden sollen. So wurde etwa von der Migros ein Wechsel bis 2025 angekündigt.
In Wuppertal-Herbringhausen werden Gewächshäuser mit Holzpelletheizung temperiert, wobei ein großer Boiler das erwärmte Wasser speichert, das dann über ein Rohrsystem verteilt wird, um das Klima zu steuern.
In der Nähe des Braunkohlekraftwerks Neurath bei Köln nutzt seit Sommer 2011 ein Gewächshauspark einen Teil der anfallenden Abwärme. Auf 11 Hektar werden z. B. Tomaten angebaut.
Gewächshäuser werden auch mit Heizkanonen direkt beheizt, bei denen die Abgase direkt in den Gewächshausraum geleitet werden. Mithilfe von Porenbrennern oder anderen katalytischen Brennern kann die Verbrennungstemperatur einer Flamme unter 1200 °C gesenkt werden, wodurch weniger Stickoxide im Rauchgas gebildet werden.
Ist eine Beheizung vorgesehen, dann muss der Sockel des Gewächshauses auch im Boden wärmegedämmt werden: entweder außen (als „Perimeterdämmung“) oder unter der Innenwand mit wurzelfesten porenlosen Platten (zum Beispiel aus Polystyrol oder aus Polyurethan) oder generell durch Glasschaum-Bodenschüttung (Schaumglas-Granulat). Andernfalls ist der Sockel eine Wärmebrücke. Ein Gewächshaus nimmt etwa 1/3 von 24 Stunden wärmendes Sonnenlicht auf und kühlt rund 2/3 der Zeit aus, Thermovorhänge, Energieschirme oder Abdeckungen reduzieren dabei ebenfalls Wärmeverluste.
Bis zu 35 % des Wärmeverlustes eines Gewächshauses gehen beim Lüften durch Weglüften der im Wasserdampf gespeicherten Verdampfungsenthalpie verloren, Wärmerückgewinnung mithilfe von Entfeuchtungsgeräten oder Wasservorhängen (siehe dazu Nebelkondensation) führt daher zu wesentlicher Heizkostenersparnis.
Die Abwärme eines im Gewächshaus aufgebauten Biomeilers aus aufgeschichteten Hackschnitzeln kann auch der Beheizung dienen. Wie bei einem Mistbeet (siehe dazu auch Frühbeet) schafft die Verrottungswärme die nötige Bodenwärme und Lufttemperatur. Beim Biomeiler wird die entstehende Wärme entweder über eingebaute wassergefüllte Rohrschlangen oder durch Wässerung und Auffangen des erwärmten Sickerwassers oder durch Aufschichtung wie bei einem Hügelbeet genutzt.

## Belüftung
Speziell in den Übergangsjahreszeiten muss das Gewächshaus gut gelüftet werden. Starke Temperaturdifferenzen können den Pflanzen zusetzen und das Wachstum verlangsamen. Wenn im Frühling die Sonne wieder an Kraft gewinnt, die Nächte aber noch kalt sind, entstehen Temperaturschwankungen von bis zu 40 °C, welche durch gezielte Belüftung zu vermeiden sind.
Auch im Sommer ist darauf zu achten, dass die Temperaturen konstant und nicht zu hoch sind, da die Pflanzen sonst verdursten oder austrocknen können. Extreme Hitze und Kälte sollte durch Belüften und ggf. einer Heizung vermieden werden.
Für viele Gewächshäuser gibt es auch „automatische Fensteröffner“. Diese öffnen die Dachfenster automatisch bei einer gewissen Innentemperatur. Diese Fensteröffner funktionieren entweder elektrisch oder mechanisch (durch Expansion eines ölgefüllten Kolbens).

### Allgemein
- Friedrich Otto; Friedrich K. Schramm: Kurze Anleitung zum Bau der Gewächshäuser mit Angabe der inneren Einrichtung derselben u. der Construktion ihrer einzelnen Theile. Berlin 1826; urn:nbn:de:hbz:061:1-492676

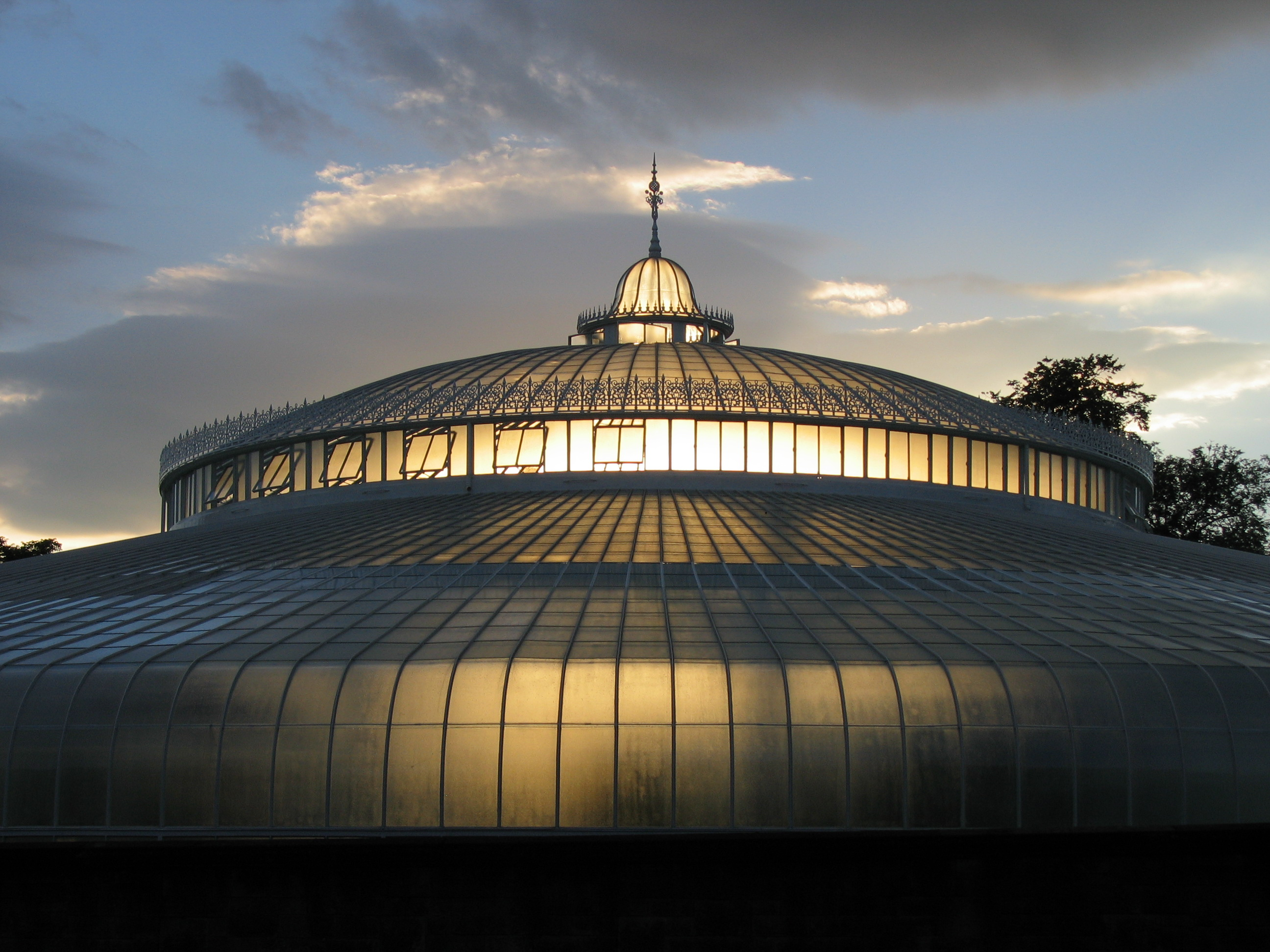
Glaskuppel des Kibble Palace in den Botanischen Gärten in Glasgow

- Ulrich Sachweh (Hrsg.): Der Gärtner, Band 1, Grundlagen des Gartenbaues. 5. Auflage. Ulmer, Stuttgart 1984, 2001, ISBN 3-8001-1184-5, Abschnitt 3 „Gewächshäuser“, S. 509 ff.
- Eva Schumann, Gerhard Milicka: Das Kleingewächshaus – Technik und Nutzung. 4. Auflage. Ulmer-Verlag, Stuttgart 2014, ISBN 978-3-8001-8064-6
- Karla Krieger: gewächshäuser. Franckh-Kosmos, 2007, ISBN 978-3-440-11027-0
- Jörn Pinske: Gewächshäuser: der Praxis-Ratgeber. Materialien und Bauformen, Einrichtung und Technik, Praxis rund ums Jahr. blv, München 2005, ISBN 3-405-16835-X
- Christian von Zabeltitz: Gewächshäuser: Planung und Bau. 65 Tabellen, 2., neubearb. und erw. Auflage. Ulmer-Verlag, Stuttgart 1986, ISBN 978-3-8001-5130-1

### Geschichte
- Georg Kohlmaier, Barna von Sartory: Das Glashaus: ein Bautypus des 19. Jahrhunderts. 2. Auflage. Prestel, München 1988, ISBN 3-7913-0506-9
- Stefan Koppelkamm: Gewächshäuser und Wintergärten im neunzehnten Jahrhundert. Hatje Cantz, Stuttgart 1981, ISBN 3-7757-0163-X
- Stefan Koppelkamm: Künstliche Paradiese: Gewächshäuser und Wintergärten des 19. Jahrhunderts. Ernst & Sohn, Berlin 1988, ISBN 3-433-02280-1
- Ruth-Maria Ullrich: Glas-Eisenarchitektur: Pflanzenhäuser des 19. Jahrhunderts. Wernersche Verlagsgesellschaft, Worms 1989, ISBN 3-88462-037-1 (= Grüne Reihe 12).